# Gabriela Orvošová
Gabriela Orvošová (* 28. Januar 2001) ist eine tschechische Volleyballspielerin. Sie spielt auf der Position Diagonal.

## Erfolge Verein
MEVZA – Mitteleuropäische Liga:
- 2019
- 2018

Tschechische Meisterschaft:
- 2019[1]
- 2018

Tschechischer Pokal:
- 2019, 2020

## Erfolge Nationalmannschaft
Europaliga:
- 2019[2]
- 2022
- 2018